# 昌江区
昌江区是中国江西省景德镇市的一个市辖区、地處景德鎮市西南部，以境內河流昌江流經而得名。

## 行政区划
昌江区下辖2个街道办事处、2个镇、2个乡：
西郊街道、新枫街道、鲇鱼山镇、丽阳镇、荷塘乡、吕蒙乡、昌江化工园区、六零二所高科技园、昌江开发区和枫树山总场。
根據第七次人口普查數據，截至2020年11月1日零時，昌江區常住人口為201363人。